# Área metropolitana de Johnstown
El Área Metropolitana de Johnstown y oficialmente como Área Estadística Metropolitana de Johnstown, PA MSA tal como lo define la Oficina de Administración y Presupuesto, es un Área Estadística Metropolitana centrada en la ciudad de Johnstown en el estado estadounidense de Pensilvania. El área metropolitana tenía una población en el Censo de 2010 de 143.679 habitantes, convirtiéndola en la 272.º área metropolitana más poblada de los Estados Unidos. El área metropolitana de Johnstown comprende solamente el condado de Cambria y la ciudad más poblada es Johnstown.

## Composición del área metropolitana

### Ciudades
Johnstown 

### Boroughs
Ashville |
Brownstown |
Carrolltown |
Cassandra |
Chest Springs |
Cresson |
Daisytown |
Dale |
East Conemaugh |
Ebensburg |
Ehrenfeld |
Ferndale |
Franklin |
Gallitzin |
Geistown |
Hastings |
Lilly |
Lorain |
Loretto |
Nanty Glo |
Northern Cambria |
Patton |
Portage |
Sankertown |
Scalp Level |
South Fork |
Southmont |
Summerhill |
Tunnelhill‡ |
Vintondale |
Westmont |
Wilmore

### Municipios
Adams |
Allegheny |
Barr |
Blacklick |
Cambria |
Chest |
Clearfield |
Conemaugh |
Cresson |
Croyle |
Dean |
East Carroll |
East Taylor |
Elder |
Gallitzin |
Jackson |
Lower Yoder |
Middle Taylor |
Munster |
Portage |
Reade |
Richland |
Stonycreek |
Summerhill |
Susquehanna |
Upper Yoder |
Washington |
West Carroll |
West Taylor |
White

### Lugares designados por el censo
Beaverdale-Lloydell |
Belmont |
Blandburg |
Colver |
Dunlo |
Elim |
Salix-Beauty Line Park |
Spring Hill |
St. Michael-Sidman |
Vinco 

### Áreas no incorporadas
Oil City 